# Florian Prägant
Florian Prägant (* 19. Dezember 1983 in Bad Kleinkirchheim, Kärnten) ist ein österreichischer Berufsgolfer.
Prägant ist Absolvent der GOLF-HAK Stegersbach, einer Handelsakademie mit Schwerpunkt Golfsport und Sportmanagement, welche er 2003 mit der Diplom- und Reifeprüfung abschloss.
Ende 2005 wurde er Berufsgolfer und bespielte die Alps Tour und 2007 – auf Einladungsbasis – auch einige Turniere der Challenge Tour. Im November 2007 belegte Prägant beim Tour School Final über sechs Runden im spanischen San Roque Club den vierten Rang und qualifizierte sich damit sicher für die European Tour der Saison 2008. Er konnte sich aber nicht behaupten und spielt seit 2009 wieder auf der Challenge Tour.

## Turniersiege
- 2005: UNIQA FinanceLife Styrian Open (Alps Tour, als Amateur), Swiss Amateur

## Teilnahme an Teambewerben
- World Cup: 2011 (mit Roland Steiner)